# 25611 Mabellin
25611 Mabellin este un asteroid din centura principală de asteroizi.

## Descriere
25611 Mabellin este un asteroid din centura principală de asteroizi. A fost descoperit pe 3 ianuarie 2000 la Socorro, New Mexico, în cadrul proiectului LINEAR. Asteroidul prezintă o orbită caracterizată de o semiaxă mare de 2,92 ua, o excentricitate de 0,10 și o înclinație de 1,9° în raport cu ecliptica.